# بلوط كاروان (كبغيان)
بلوط کاروان (بالفارسية: بلوطکارون) هي قرية تقع في إيران في قسم كبغيان الريفي. يقدر عدد سكانها بـ 86 نسمة بحسب إحصاء 2016.